# ケーララ学派
ケーララ学派（ケーララがくは、英語：Kerala school of astronomy and mathematics）は、インドのケララ地方で活動した数学と天文学の学派。サンガマグラーマのマーダヴァが始祖とされ、主に14世紀から17世紀にかけて活動した。マーダヴァ学派とも呼ばれる。

## 概要
ケーララ学派は、アリヤバータやバースカラ2世など古典期の学者たちの詳細な注釈を行いつつ、中世以降のインド数学に貢献した。解析学と浮動小数点数、微分積分学の研究を行い、これには平均値の定理、限界点の積分、曲線の下の領域とその不定積分または積分、収束判定、非線型方程式を解くための反復法、および無限級数、ベキ級数、テイラー級数、三角級数が含まれる。天文学の研究にはπの近似値や精密な三角表が必要であり、逆正接関数のベキ級数展開、πのベキ級数とπに対する有利近似、正弦と余弦関数のベキ級数展開、正弦と余弦関数に対する近似などの発見をもたらした。

## ケーララ学派の主な学者
- マーダヴァ(1340 - 1425): 中世でもっとも優れた数理天文学者のひとりとされる。
- パラメーシュヴァラ (Parameshvara) (1380 - 1460): バースカラ1世やアールヤバタの注釈を行った。
- ニーラカンタ (Nilakantha Somayaji) (1444 -1544): 『アールヤバティーヤ』の注釈として『アールヤバティーヤ注解』( Aryabhatiya Bhasya )を書いた。また、『タントラサングラハ』 (Tantrasamgraha) を書き、マーダヴァの業績をもとに拡張した。
- ジャヤスタデーヴァ (Jyeṣṭhadeva) (1500 -1610): ケーララ学派の発展と定理の多くを『ユクティバーサ』 (Yuktibhasa) に統合し、世界初の微分学の教科書となった。
- シャンカラ・ヴァリヤー (Sankara Variar)  (1500 - 1560頃): バースカラ2世の『リーラーヴァティ』 (Lilāvati) の注釈書として『クリヤークラマカリー』 (Kriyakramakari) を書いた。
- シャンカラ・ヴァルマン (Sankara_Varman) (1774 - 1839): ケーララ学派の最後の優れた数学者とも言われ、ケーララ学派の業績を『サドラトナマーラー』 (Sadratnamala) にまとめた。